# Молибдат лантана
Молибдат лантана — неорганическое соединение,
соль лантана и молибденовой кислоты
с формулой La2(MoO4)3,
кристаллы,
слабо растворяется в воде.

## Физические свойства
Молибдат лантана образует кристаллы
моноклинной сингонии,
пространственная группа C 2/c,
параметры ячейки a = 1,7006 нм, b = 1,1852 нм, c = 1,6093 нм, β = 108,44°, Z = 12 
Слабо растворяется в воде.